# Jüdischer Friedhof Geseke

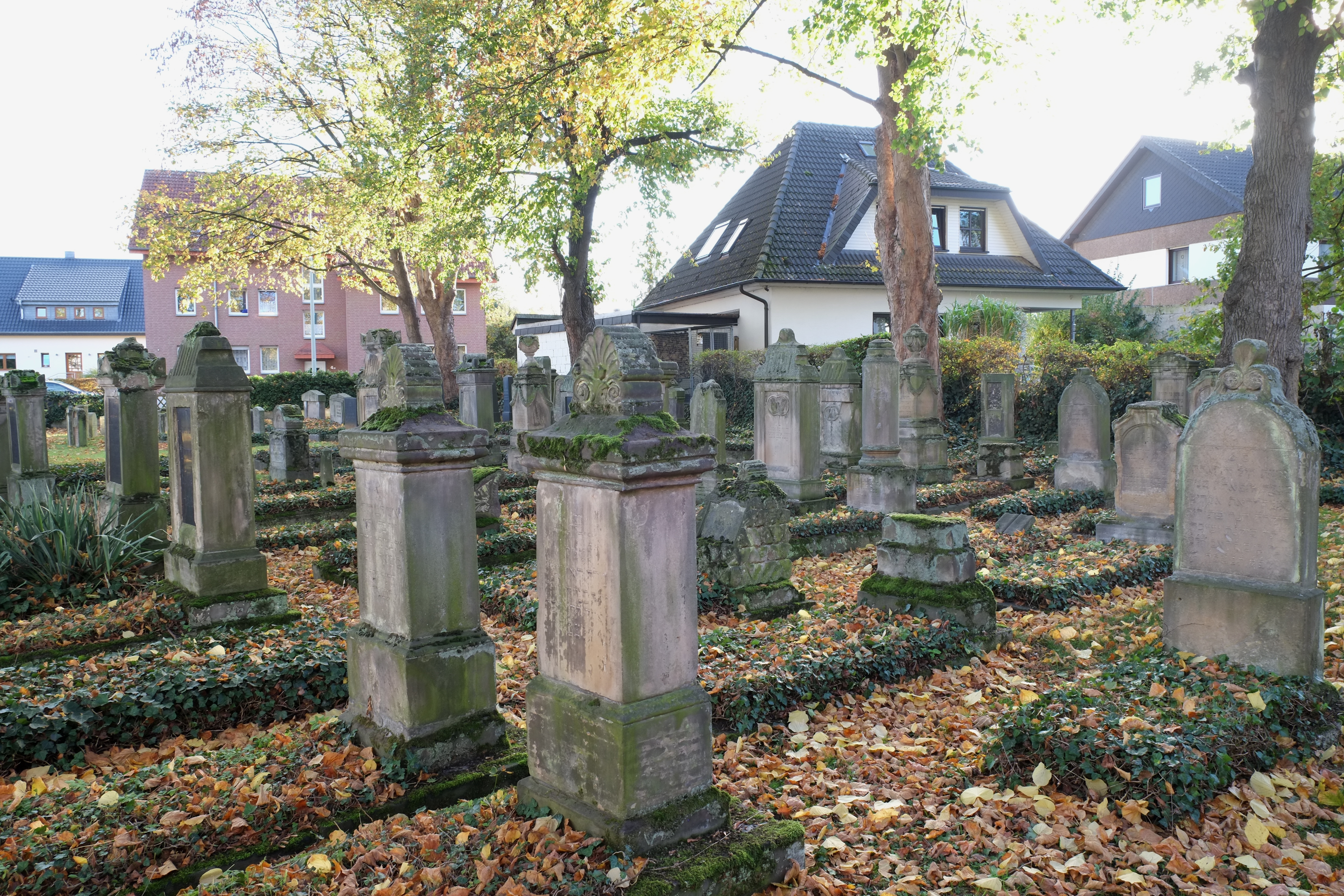
Jüdischer Friedhof Geseke (2013)

Der Jüdische Friedhof Geseke befindet sich in der Stadt Geseke im Kreis Soest in Nordrhein-Westfalen. Der jüdische Friedhof ist als Baudenkmal unter der Denkmalnummer 159 in der Liste der Baudenkmäler in Geseke eingetragen.
Der Friedhof an der Ehringhauser Straße wurde von 1874 bis 1941 belegt. Es sind 109 Grabsteine erhalten. Vom alten, 1938 aufgelösten Friedhof wurden acht Grabsteine hierher gebracht. Eine Tafel erinnert an alle dort Beigelegten mit Namen.